# بقيات مسطحة
بقيات مسطحة أو المزعجات أو آراديدى (الاسم العلمي Aradidae)، هي فصيلة حشرات من رتبة نصفيات الأجنحة. تضم حوالي 2000 نوع ضمن 200 جنس.